# Ataxie
Ataxie (z řeckého ατάξις, latinsky: ataxia) je neurologický symptom spočívající v poruše koordinace pohybů. Jedná se o nespecifický klinický projev naznačující dysfunkci části nervové soustavy zodpovědné za koordinaci pohybů, jako je například mozeček. Pro ataxii existuje vzácně používané synonymum – „dystaxie.“